# ジャド・リン
ジャド・リン（Judd Lynn）は、アメリカ合衆国の脚本家、テレビディレクター、プロデューサー。別名はチップ・リン（Chip Lynn）、ジャド・B・リン（Judd B. Lynn）との表記もある。

## 来歴
フィルムスクールを卒業後、低予算場映画の制作に参加。1991年、友人から『ダイノレンジャー』という子供向け番組のパイロット版への参加を誘われる。それが『パワーレンジャー』として完成し、プロダクションマネージャーとしてパワーレンジャーシリーズの立ち上げから参加。後に脚本家、監督、共同プロデューサーとしても参加するようになる。1997年の第4シーズン『パワーレンジャー・ターボ』の後半からダグラス・スローンに代わってメインライターを務め、2001年の第9シーズン『パワーレンジャー・タイムフォース』までレギュラースタッフとして参加。2009年の第17シーズン『パワーレンジャー・RPM』においてシリーズ途中から製作総指揮を担当。2011年の第18シーズン『パワーレンジャー・サムライ』においても参加の打診があったが、脚本家としてのみの依頼であったため、参加を辞退した。
2014年に全米脚本家組合を脱退し、フィナンシャル・コアとなる。
2015年の『パワーレンジャー・ダイノチャージ』からはジョナサン・ヅァクワーに代わりショーランナーとして製作総指揮を担当し、2020年の『パワーレンジャー・ビーストモーファーズ』シーズン2まで製作総指揮を担当した。
ブライアン・カセンティーニはリンのパワーレンジャーシリーズにおける作りをスーパー戦隊シリーズをベースとしながらハイム・サバンの情熱を受け継いで子供たちに素晴らしい作品を見せていると評している。

## 参加作品

### テレビドラマ
- パワーレンジャー Mighty Morphin' Power Rangers(1993 - 1995) - 脚本、プロダクション・マネージャー[注釈 1]（第106話まで）
- バーチャル戦士トゥルーパーズ VR Troopers(1995 - 1996) - 脚本
- パワーレンジャー・ターボ Power Rangers Turbo(1997) - ストーリー・エディター[注釈 1]（第17話から）、脚本、監督[注釈 1]、ダークスペクターの使者役（第45話ゲスト）
- パワーレンジャー・イン・スペース Power Rangers in Space(1998) - 共同プロデューサー、ストーリー・エディター、脚本、監督
- パワーレンジャー・ロスト・ギャラクシー Power Rangers Lost Galaxy(1999) - 共同プロデューサー、ストーリー・エディター、脚本、監督
- パワーレンジャー・ライトスピード・レスキュー Power Rangers Lightspeed Rescue(2000) - 共同プロデューサー、ストーリー・エディター、脚本、監督
- パワーレンジャー・タイムフォース Power Rangers Time Force(2001) - 共同プロデューサー、ストーリー・エディター、脚本、監督
- パワーレンジャー・RPM Power Rangers: RPM(2009) - 製作総指揮（第7話から）、脚本
- パワーレンジャー・ダイノチャージ Power Rangers Dino Charge(2015) - 製作総指揮[注釈 1]、ストーリー・エディター[注釈 1]、脚本[注釈 1]、開発[注釈 1]
- パワーレンジャー・ダイノスーパーチャージ Power Rangers Dino Super Charge(2016) - 製作総指揮[注釈 1]、ストーリー・エディター[注釈 1]、脚本[注釈 1]、開発[注釈 1]
- パワーレンジャー・ニンジャスティール Power Rangers Ninja Steel(2017) - 製作総指揮[注釈 1]、ストーリーエディター[注釈 1]、脚本[注釈 1]
- パワーレンジャー・スーパーニンジャスティール Power Rangers Super Ninja Steel(2018) - 製作総指揮[注釈 1]、ストーリーエディター、脚本[注釈 1]
- パワーレンジャー・ビーストモーファーズ Power Rangers Beast Morphers(2019 - 2020) - 製作総指揮[注釈 1]、脚本[注釈 1]
- パワーレンジャー・ダイノフューリー Power Rangers Dino Fury(2021 - 2022) - クリエイティブコンサルタント[注釈 1]

### 映画
- シュートファイター 暗黒ドラゴン伝説 Shootfighter: Fight to the Death(1992) - 脚本[注釈 2]
- マーシャル・コマンダー 黒の攻襲　American Ninja V(1993) - プロダクション・マネージャー
- パワーレンジャー・ターボ・映画版・誕生!ターボパワー Turbo: A Power Rangers Movie(1997) - セカンドユニット監督（ハワイユニット・ローグユニット）[注釈 1]、ユニット・プロダクションマネージャー（ハワイユニット）[注釈 1]

### オリジナルビデオ
- Mighty Morphin Power Rangers Karate Club - Level 1(1994) - プロダクション・マネージャー[注釈 1]

### パイロットフィルム
- パワーレンジャー Mighty Morphin' Power Rangers(1992) - ユニット・プロダクションマネージャー